# Cazimir Ionescu
Cazimir Benedict Ionescu (Caracal, 14 marzo 1946) è un politico e ingegnere romeno.
Partecipò attivamente alla rivoluzione romena del 1989, figurando tra i primi uomini ad apparire in televisione per comunicare la caduta del regime di Nicolae Ceaușescu. Fu, quindi, vicepresidente di Ion Iliescu nell'organo legislativo provvisorio, il Consiglio del Fronte di Salvezza Nazionale (CFSN).
Nel 1990 fu eletto alla camera dei deputati nelle liste del Fronte di Salvezza Nazionale (FSN) e nel 1992 presentò la propria candidatura per l'elezione a sindaco di Bucarest, ma fu sconfitto da Crin Halaicu. Dopo la scissione del FSN del 1992, si legò al Partito Democratico (PD) di Petre Roman, grazie al quale ottenne una poltrona da senatore nel corso della legislatura 1996-2000.
Nel 2004 entrò nel collegio nazionale dell'Istituto della rivoluzione romena del dicembre 1989 (IRRD) e nel 2006 in quello del Consiglio nazionale per lo studio degli archivi della Securitate (CNSAS).
Nel 2017 fu rinviato a giudizio per crimini contro l'umanità nell'ambito dell'inchiesta giudiziaria sulla mineriada del giugno 1990.

## Formazione e carriera professionale
Nel 1973 conseguì la laurea presso la facoltà di trivellazione e sfruttamento dei giacimenti di petrolio e gas dell'Università di petrolio e gas di Ploiești, iniziando, la propria attività lavorativa nello stesso anno. Fino al 1978 fu ingegnere di progettazione presso la filiale di Brașov dell'Istituto di ricerca per il petrolio e il gas Câmpina. Dal 1978 al 1982 lavorò per l'Istituto di ricerca per il petrolio e il gas presso il monopolio per il petrolio di Bolintin-Vale.
Nel 1979 completò degli studi universitari per la seconda volta, cosa poco comune all'epoca a causa dei divieti imposti dal regime comunista, conseguendo un titolo in storia e filosofia presso l'Università di Bucarest. Nello stesso anno entrò a far parte dell'Associazione degli uomini di scienza della Romania (AOSR).
Dal 1983 al 1989 fu ricercatore di studi economico-sociali nel campo dell'industria estrattiva presso l'Istituto nazionale di ricerca economica Costin C. Kirițescu, sotto l'amministrazione dell'Accademia romena. Durante questo periodo, nel 1985, seguì un corso di specializzazione sulla conservazione dell'energia e le politiche energetiche, organizzato dalla facoltà di economia dell'industria delle costruzioni e dei trasporti dell'Accademia degli studi economici di Bucarest.

## Carriera politica e istituzionale

### Partecipazione alla rivoluzione del 1989
A ridosso della rivoluzione romena del dicembre 1989 che rovesciò la dittatura di Nicolae Ceaușescu, in qualità di studioso e ricercatore nel campo dell'economia, nell'autunno 1989 visitò la Polonia. Malgrado la difficoltà generale di concessione di visti per i viaggi all'estero, come da sue stesse dichiarazioni, riuscì ad ottenere un permesso come giornalista per la pubblicazione Drum nou di Brașov, sebbene quanto affermato da Ionescu sia stato successivamente smentito dai reporter che allora lavoravano per la testata. In Polonia venne in contatto con dei vecchi colleghi di studi e con alcuni membri del sindacato Solidarność, movimento anticomunista che aveva destabilizzato il monopolio del partito unico nel paese. Le strategie mediatiche apprese da questi ultimi stimolarono Ionescu che, il 22 dicembre 1989, subito dopo la fuga di Ceaușescu da Bucarest, fu tra i primi dodici uomini a prendere possesso della sede della televisione di stato per annunciare la rivoluzione alla nazione. Secondo quanto dichiarato da Ionescu, infatti, furono proprio gli uomini di Solidarność a suggerire l'idea di comunicare la caduta del regime tramite la televisione. Nei giorni seguenti partecipò attivamente agli scontri contro le forze antirivoluzionarie.
In un successivo comunicato televisivo Ion Iliescu, membro di lungo corso del Partito Comunista Rumeno, comunicò la formazione di un ente di governo provvisorio, il Consiglio del Fronte di Salvezza Nazionale (CFSN), organo inizialmente composto da 40 membri, affiancato da commissioni settoriali e diretto da un comitato esecutivo. Tra i membri del CFSN figuravano politici dissidenti del vecchio regime, intellettuali e militari. La sera del 27 dicembre fu costituito il consiglio esecutivo del CFSN e, su indicazione dell'attore Ion Caramitru e del poeta Mircea Dinescu, Ionescu fu nominato come uno dei tre vicepresidenti del nuovo organo, che si proponeva di avviare le prime riforme democratiche. Gli fu affidata, inoltre, la conduzione della commissione sull'ambiente e l'equilibrio ecologico. I vertici del CFSN ottennero il potere di nomina del primo ministro (Petre Roman) e del consiglio dei ministri, nonché il controllo dell'esercito e dei mezzi di comunicazione di massa in mano allo stato (carta stampata, radio e televisione).
Già nei primi giorni del gennaio 1990 emerse la volontà nel gruppo di fondare un partito politico sull'idea dell'ex funzionario comunista Silviu Brucan. Mentre in un primo momento Ionescu nutrì dei dubbi sulla nascita di un partito che fosse espressione del consiglio, tanto da esternarli allo stesso Iliescu, Brucan riuscì a convincerlo del contrario, facendo leva sull'idea che un parlamento senza un'evidente maggioranza politica non avrebbe avuto i numeri per approvare una nuova costituzione. Nel febbraio 1990, perciò, Iliescu fondò il partito del Fronte di Salvezza Nazionale (FSN), cui aderì la stragrande maggioranza dei membri del CFSN. Contestualmente questo venne ridenominato Consiglio Provvisorio di Unione Nazionale (CPUN) e vi fu consentita la partecipazione anche dei rappresentanti degli altri partiti che nel frattempo erano stati creati. La piattaforma, tuttavia, ricalcava l'organizzazione del CFSN, per la maggioranza fu composta da membri del FSN e la sua dirigenza fu confermata con pochissime variazioni. Ionescu fu vicepresidente dell'ufficio esecutivo anche nel nuovo ente, che era incaricato di indire libere elezioni e varare le prime leggi in senso democratico.

### Deputato e senatore
Alle prime elezioni dell'epoca democratica, nel maggio 1990, il FSN ottenne un plebiscito che gli consentì di controllare 2/3 del parlamento. La vittoria del partito, tuttavia, significò l'intensificarsi delle proteste contrarie al FSN, ritenuto dalle opposizioni come il continuatore dell'ideologia comunista. Subito dopo le elezioni, tra il 13 e il 15 giugno 1990, Iliescu si appellò alle associazioni sindacali dei minatori proveniente dalla valle del Jiu perché ponessero fine con la violenza alle manifestazioni in atto nella capitale. L'evento passò alla storia come mineriada del giugno 1990 e causò 6 morti e centinaia di feriti.
Ionescu ottenne l'elezione a deputato nel distretto di Teleorman e, nel corso della legislatura, fu segretario dell'ufficio di presidenza della camera e membro della commissione di redazione del progetto di regolamento della camera. Il 3 gennaio 1992 fu nominato presidente della neonata commissione parlamentare per la campagna elettorale, istituita in vista delle prime elezioni amministrative locali della Romania democratica. Il 9 gennaio, tuttavia, in seguito alla decisione del FSN di candidarlo per la funzione di sindaco di Bucarest, fu sostituito dal deputato Daniela Crăsnaru.
Il maggior sfidante di Ionescu fu il candidato della coalizione del centro-destra liberale della Convenzione Democratica Romena (CDR), Crin Halaicu. Al primo turno del 9 febbraio 1992 il rappresentante del FSN ottenne il 31,45% delle preferenze contro il 45,64% dell'avversario. Al ballottaggio del 23 febbraio Halaicu confermò il proprio vantaggio e la supremazia della CDR nei grossi centri urbani, conseguendo il 55,88% dei voti, mentre Ionesu si fermò al 44,12%, perdendo la possibilità di farsi eleggere sindaco della capitale.
Nella primavera del 1992 il FSN andò incontro ad una scissione, come risultato dello scontro tra le due correnti del partito, quella guidata dal presidente della repubblica Ion Iliescu, promotore di una linea di lenta transizione all'economia di mercato, e quella dell'ex primo ministro Petre Roman. Iliescu fondò il Fronte Democratico di Salvezza Nazionale (FDSN), mentre la controparte mantenne la sigla originale, con la quale si presentò alle elezioni parlamentari e presidenziali del 1992. Ionescu rimase nel FSN, che nel marzo 1993 tramutò il proprio nome in Partito Democratico (PD). A livello di partito fu vicepresidente dell'ufficio permanente nazionale (1992-1995) e presidente dell'organizzazione del PD di Bucarest (1992-1994), mentre dal 1995 al 1997 rivestì la funzione di segretario dell'ufficio permanente nazionale.
Rimasto fuori dal parlamento nella legislatura 1992-1996, fu invece eletto senatore alle elezioni parlamentari in Romania del 1996. In tale occasione la coalizione di centro-destra della Convenzione Democratica Romena (CDR) riuscì a battere il partito erede del FDSN di Iliescu, il Partito della Democrazia Sociale di Romania (PDSR). Per garantirsi la maggioranza parlamentare, tuttavia, fu costretta a siglare delle alleanze con i regionalisti dell'Unione Democratica Magiara di Romania (UDMR) e con i socialdemocratici di Petre Roman, terza forza del paese. Il PD, in tal modo, entrò a far parte del governo Ciorbea. Personalismi di partito, divergenze ideologiche con la CDR e continui problemi di tenuta interna della coalizione, tuttavia, collocarono il PD in una posizione di costante minaccia di abbandono dell'esecutivo. Nel corso della legislatura Ionescu fu membro della commissione sulla giustizia e di quella sull'economia.
La situazione interna del PD, tuttavia, fu il motivo che nel marzo 2000 spinse Ionescu a lasciare definitivamente la formazione. Il senatore accusò il leader del partito Petre Roman di aver instaurato una dittatura che non permetteva alcuna comunicazione fra i membri del gruppo politico e concluse la legislatura da indipendente.

### Membro del Consiglio Nazionale per lo Studio degli Archivi della Securitate
Abbandonato ogni incarico parlamentare, entrò a far parte di diverse associazioni di categoria nel campo del commercio e dell'industria. Dal 2000 al 2008 fu membro della Camera di commercio e dell'industria della Romania (CCIR), nel 2003 entrò nell'Unione generale degli industriali della Romania (UGIR), ove negli anni rivestì gli incarichi segretario generale, presidente della filiale di Bucarest e Ilfov, vicepresidente nazionale e primo vicepresidente nazionale.
Per quanto riguarda la sua partecipazione ad enti didattici e di ricerca riprese la sua attività di studioso presso l'Istituto Costin C. Kirițescu (2003-2011) e nel 2004, al momento della fondazione dell'Istituto della rivoluzione romena del dicembre 1989 (romeno: Institutul Revoluției Române din Decembrie 1989, IRRD), ente sotto il controllo del senato nato per preservare la memoria della rivoluzione del 1989 tramite la ricerca storica, Ionescu fu invitato a far parte del suo collegio nazionale. Nel 2006, su proposta del Partito Social Democratico (PSD), di cui Iliescu era presidente onorario, Ionescu assunse l'importante funzione di membro del collegio del Consiglio nazionale per lo studio degli archivi della Securitate (romeno: Consiliul Național pentru Studierea Arhivelor Securității, CNSAS), istituzione statale creata con lo scopo di rendere pubblici i documenti prodotti dalla polizia politica del regime, la Securitate. Nel 2010, inoltre, divenne membro del collegio scientifico dell'Istituto Nazionale per lo Studio del Totalitarismo (INST).
Da membro del CNSAS, nel 2007 si oppose alla desecretazione dei dossier riguardanti i preti della chiesa ortodossa romena per evitare di scuotere il clima religioso-politico in vista dell'imminente elezione del nuovo patriarca Daniele, attirando le critiche del collega Gabriel Andreescu. Fu, inoltre, tra i membri del collegio che più si opposero al parere del CNSAS che stabiliva che l'ex vice primo ministro Gelu Voican Voiculescu avesse collaborato con la Securitate durante il regime. Secondo Ionescu, Voican Voiculescu, con il quale aveva cooperato strettamente durante la rivoluzione, era stato più volte perseguitato e percosso dagli agenti della polizia politica al fine di ottenere delle informazioni. Per tale motivo non riteneva possibile che potesse aver cospirato a favore del regime, specialmente dal momento che non esisteva nessun rapporto che indicava Voican Voiculescu con un nome in codice, prassi comune per gli informatori della Securitate.
Durante un'intervista concessa nel 2011, Ionescu criticò il sistema politico romeno dell'epoca, reo di non aver compiuto le speranze della rivoluzione, cioè di non essere stato capace di prendere misure necessarie in tema di protezione sociale, lotta alla corruzione e di assunzione di responsabilità di fronte alla popolazione.

### Rinnovo del mandato al CNSAS del 2018
Nel 2018 scadde il termine del mandato presso il CNSAS. Proposto nuovamente dal PSD, stavolta fu protagonista di uno scandalo politico. Nel giugno 2017, infatti, era stato rinviato a giudizio per crimini contro l'umanità per gli eventi della mineriada del giugno 1990, elemento che spinse le opposizioni a contestare il rinnovo della sua nomina. Il 27 marzo 2018, tuttavia, le commissioni giustizia di camera e senato, incaricate di vagliare le proposte dei partiti per il consiglio nazionale del CNSAS, diedero il proprio parere favorevole all'incarico malgrado le obiezioni. Il giorno dopo il parlamento confermò la composizione tramite votazione (252 contro 99).
Contestualmente si svolsero elezioni anche per la nomina del nuovo direttore dell'IRRD, di cui Ionescu era membro. Il 30 marzo 2018, infatti, il direttore Claudiu Iordache fu costretto alle dimissioni su pressione del collegio nazionale. Ionescu supportò apertamente la candidatura di Gelu Voican Voiculescu, anche lui indagato nell'ambito della stessa inchiesta, che assunse l'incarico il 3 aprile.
Nella stessa giornata il consiglio nazionale del CNSAS elesse il proprio presidente. Nonostante il sostegno diretto di Iliescu e del presidente del PSD Liviu Dagnea, Ionescu non riuscì ad ottenere la presidenze dell'ente, che andò a Constantin Buchet, membro proposto dal governo allora presieduto da Viorica Dăncilă (PSD).
Contro la nomina di Ionescu si alzarono le voci del presidente dell'Associazione 21 decembrie 1989, Teodor Mărieș, e del partito di opposizione Unione Salva Romania (USR) che, per voce del suo capogruppo al senato Vlad Alexandrescu, ritenne la proposta frutto della volontà del PSD di insabbiare la verità sui fatti della rivoluzione.

## Aspetti controversi

### Presunti legami con la Securitate e con i dissidenti del PCR
La rapidità della sua carriera politica e i rapporti con le elite che supportarono la rivoluzione furono spesso oggetto di speculazioni da parte di alcuni osservatori, che ritenevano Ionescu vicino alla polizia politica del regime, la Securitate, ed un elemento che, per essere un privato cittadino, per i suoi rapporti personali era sospettosamente legato alle alte sfere della politica e delle strutture di difesa ed intelligence del paese già prima del 1989.
Ionescu, ad ogni modo, negò ogni rapporto con la Securitate o con qualunque servizio segreto di un paese straniero e si definì estraneo a qualunque complotto politico finalizzato a sovvertire il regime di Ceaușescu. Affermò, di contro, di essere stato vittima del sistema repressivo del dittatore. Nel 1975, quando viveva a Brașov, fu aperta nei suoi confronti un'inchiesta per il possesso di alcune monete da collezione, ritenute illegali. Fu in quella circostanza sottoposto all'obbligo di firma e soggetto ai tentativi di cooptazione da parte della Securitate, che cercò di reclutarlo per la sua rete di informatori.
Tra gli elementi che sollevarono dei dubbi sulla sua neutralità vi fu il fatto che negli anni settanta, sotto il regime, conseguì due lauree, evento considerato estremamente raro a causa delle numerose approvazioni richieste per poter portare a termine gli studi in due diversi domini. Nella sfera dei rapporti personali fu marito della figlia del generale Nichita, professore presso l'Accademia Militare di Bucarest, istituzione in mano ai poteri dello stato e dell'esercito, e amico dei figli di alcuni ufficiali dei servizi segreti.
Negli anni duemila, dopo la desecretazione del suo dossier, Ionescu dichiarò di aver scoperto l'esistenza di un'altra inchiesta da parte della Securitate che lo riguardava. Negli anni settanta fu amico personale dei figli del colonnello Șimon, capo del servizio di controspionaggio militare di stanza a Monaco di Baviera che, secondo quanto riportato da Ionescu, era venuto a conoscenza della collaborazione con l'intelligence statunitense da parte del generale della Securitate Ion Mihai Pacepa. Il rapporto di Șimon presentato a Ceaușescu fu ritenuto falso da Elena Ceaușescu che, per tale motivo, tramite la Securitate, mise sotto inchiesta tutte le persone vicine al colonnello, in modo da venire in possesso di informazioni o prove che avrebbero permesso di metterlo sotto arresto o condannarlo a morte.
Nel 1989, malgrado gli ostacoli nella concessione di visti di viaggio da parte della repubblica socialista, riuscì a spostarsi all'estero, come nello stesso periodo avevano fatto anche altri dissidenti comunisti che ebbero un ruolo attivo nel rovesciamento di Ceaușescu come, ad esempio, Silviu Brucan e Sergiu Nicolaescu. Ionescu in Polonia entrò in contatto con alcuni membri di Solidarność, che alcuni mesi prima avevano realizzato la rivoluzione nel loro paese. Durante i concitati momenti del dicembre 1989 fu anche visto lottare al fianco dell'ex ufficiale della Securitate Gheorghe Buciu e, nonostante le difficoltà dei sistemi di comunicazione, nel corso di quei giorni Ionescu da Bucarest era a conoscenza degli eventi che erano in corso nelle altre città della Romania, tanto da fornire informazioni all'amico e futuro vice primo ministro Gelu Voican Voiculescu. Tra le sue amicizie politiche vi erano, infatti, diversi membri del neocostituito CFSN, tra i quali Mircea Dinescu, che ne sostenne la nomina a vicepresidente.
Nel 2007 il giornalista e membro sia del CFSN che del CNSAS Gabriel Andreescu rivelò pubblicamente che nel 1990, durante una riunione del CFSN, Ionescu aveva preso le difese del ruolo storico e patriottico della Securitate. Ionescu rispose che, in quella specifica occasione, aveva difeso i singoli membri della Securitate come individui, poiché questi avevano diritto ad un regolare processo e che la foga postrivoluzionaria contro le precedenti strutture di potere del paese avrebbe potuto mettere a rischio lo stato di diritto appena conquistato.

### Gaffe del 22 dicembre 1989
Il 22 dicembre 1989, mentre era in onda alla televisione per dare lettura di un comunicato riguardante la trasformazione democratica della società, lesse una nota, poi rivelatasi falsa, che si riferiva ad un presunto attacco imminente alla città di Pitești da parte delle forze antirivoluzionarie:
(Cazimir Ionescu)
Anni dopo Ionescu si giustificò sostenendo che il foglio gli fosse stato passato da un collaboratore e che lui era all'oscuro del contenuto.

### Rinvio a giudizio per crimini contro l'umanità
Nel 2017 fu rinviato a giudizio al fianco di numerosi leader del CFSN per i fatti della mineriada del giugno 1990 con l'accusa di crimini contro l'umanità.
Gli eventi del 13-15 giugno 1990 furono oggetto di lunghissime indagini, viziate da errori di forma e rallentamenti del procedimento giudiziario che portarono, nel giugno del 2009 all'archiviazione del caso senza l'avvio di un processo. Nel 2014 la Corte europea dei diritti dell'uomo tramite una sentenza datata 17 settembre obbligò la Romania a riprendere le indagini, sottolineando il vincolo del paese a rendere giustizia alle vittime di crimini contro l'umanità, a prescindere dal tempo trascorso dagli eventi.
Il 5 febbraio 2015 il procuratore generale dispose la riapertura del fascicolo rispettivo. Il 22 ottobre 2015 Cazimir Ionescu fu informato di essere stato inserito nel registro degli indagati. Nello specifico Ionescu era accusato di essersi recato nella località di Petroșani al fianco di Gelu Voican Voiculescu, con la finalità di spingere i minatori a dirigersi verso Bucarest per reprimere le proteste.
Il 23 dicembre 2016 fu comunicato l'avvio del procedimento penale, mentre il 13 giugno 2017 fu confermato il rinvio a giudizio degli imputati. Secondo la requisitoria presentata dai procuratori militari, già nei giorni dell'11 e 12 giugno 1990 le autorità avevano deliberatamente progettato di attaccare in maniera violenta i manifestanti che si trovavano in piazza dell'università a Bucarest, che invocavano l'applicazione dell'art.8 della proclamazione di Timișoara e che esprimevano in modo pacifico le proprie opinioni politiche, che erano in contrasto con quelle della maggioranza politica di quel momento. Nell'attacco, messo in pratica il 13 giugno, erano state coinvolte illegalmente forze del ministero dell'interno, del ministero della difesa, del Serviciul Român de Informații (SRI) e oltre 10.000 minatori e altri operai provenienti da diverse parti del paese. Tra gli inquisiti figuravano nomi importanti della rivoluzione come Ion Iliescu (all'epoca dei fatti presidente del CPUN), Petre Roman (primo ministro), Gelu Voican Voiculescu (vice primo ministro), Virgil Măgureanu (direttore del SRI), Cazimir Ionescu (vicepresidente del CPUN) e Miron Cozma (leader sindacale dei minatori). Tramite il suo avvocato, Ionescu, affermò che i procuratori avevano orchestrato delle accuse in maniera soggettiva, mostrando un coinvolgimento emozionale degno di un romanzo e che i loro interessi politici erano superiori agli aspetti giudiziari.
il 20 febbraio 2018 ebbe luogo la prima udienza del processo presso la corte militare di appello del tribunale di Bucarest.

## Pubblicazioni
- (RO) Cazimir Ionescu, Atragerea în circuitul economic al zăcămintelor cu conţinut energetic scăzut şi implicaţii economice ale exploatării acestora, in Caietul de studii, n. 63, Institutul de Economia Industriei, 1986.
- (RO) Cazimir Ionescu e Lucian Albu, Probleme actuale şi de perspectivă în evaluarea din punct de vedere economic a resurselor energetice ale subsolului, Suceava, Sesiune ştiinţifică I.R.I, 1987.
- (RO) Cazimir Ionescu, Fundamentarea eficienţei economice şi energetice a exploatării zăcămintelor de materii prime cu conţinut scăzut de substanţe utile şi condiţii dificile de extracţie, in Caietul de studii, n. 69, Institutul de Economia Industriei, 1987.
- (RO) Cazimir Ionescu, Eficienţa economică şi energetică a exploatării zăcămintelor de ţiţei prin metode de creştere a factorului final de recuperare, in Caietul de studii, n. 88, Institutul de Economia Industriei, 1988.
- (RO) Cazimir Ionescu, Aplicarea metodelor euristice în creşterea eficienţei economice –  Algoritmi euristici, Institutul de Economia Industriei, 1989.
- (RO) Cazimir Ionescu, Scenarii ale dezvoltării durabile a economiei cu ajutorul ECCO-modelelor ţărilor membre OECD din Europa, in Emilian Dobrescu e Lucian Albu (a cura di), Dezvoltarea durabilă în România – modele şi scenarii pe termen mediu şi lung, Accademia romena, Institutul Naţional de Cercetări Economice & Institutul de Prognoză Economică, Editura Expert, 2004.
- (RO) Cazimir Ionescu, Programul economic de pre-aderare - instrument de strategie şi prognoză pe termen scurt şi mediu, Accademia romena, Institutul Naţional de Cercetări Economice & Institutul de Prognoză Economică, Editura Expert, 2005.
- (RO) Cazimir Ionescu, Condamnarea regimurilor totalitare, in Arhivele Totalitarismului, n. 3-4, 2010.